# Włodzimierz Ścibor-Rylski
Włodzimierz Stanisław Maria Ścibor-Rylski herbu Ostoja (ur. 14 kwietnia 1914 we Lwowie, zm. 19 września 1939 w Sierakowie w Puszczy Kampinoskiej) – podporucznik rezerwy kawalerii Wojska Polskiego, działacz katolicki, prawnik, uczestnik wojny obronnej we wrześniu 1939.

## Życiorys

herb Ostoja

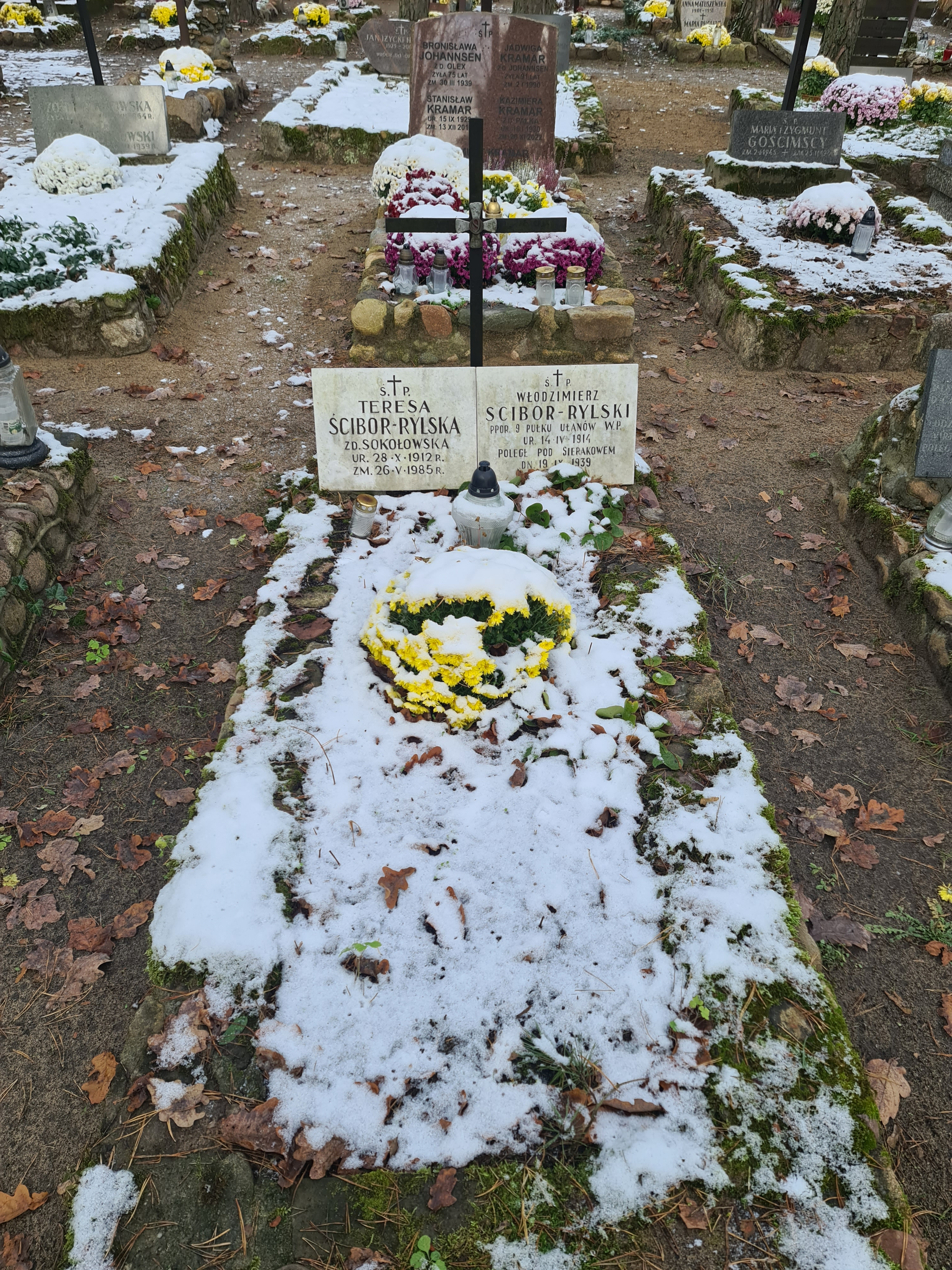
Grób Włodzimierza Ścibor-Rylskiego i jego żony Teresy z domu Sokołowskiej na cmentarzu leśnym w Laskach

Uczęszczał do jednego ze lwowskich gimnazjów, egzamin maturalny zdał w 1931. W 1935 ukończył studia prawnicze na Uniwersytecie Lwowskim, zdobył również wykształcenie rolnicze na dwuipółletnich Wyższych Kursach Rolniczych Turnaua. Był aktywistą Stowarzyszenia Katolickiej Młodzieży Akademickiej „Odrodzenie”, od czasów gimnazjalnych uczestnicząc w pracach oświatowych i charytatywnych; w latach 1933-1935 prezesował kołu „Odrodzenia” na Uniwersytecie Lwowskim, a od 1932 wspólnie z Jerzym Turowiczem redagował biuletyn organizacji „Dyszel w głowie”, na łamach którego zamieszczał artykuły o społecznym zaangażowaniu katolików. Działalnością charytatywną zajmował się również jako członek Towarzystwa św. Wincentego a Paulo.
W latach 1935–1936 odbył służbę wojskową. Ukończył Szkołę Podchorążych Rezerwy Kawalerii w Grudziądzu (X rocznik) i odbył praktykę w 9 Pułku Ułanów Małopolskich w Trembowli. Po zwolnieniu z wojska przeniósł się do Warszawy, gdzie odbył praktykę zawodową w miejscowej Izbie Rolniczej. Działał w tym okresie w warszawskim kole „Odrodzenia”. W 1937 osiadł w majątku Kolińce (powiat tłumacki). Powołał do życia Kółko Rolnicze w Trembowli, prowadząc w nim następnie działalność oświatową, a w Kolińcach pobudował okazały dom; założył też rodzinę, poślubiając w październiku 1938 Teresę Wandę Sokołowską, także działaczkę „Odrodzenia”. Na stopień podporucznika został mianowany ze starszeństwem z 1 stycznia 1938 i 8. lokatą w korpusie oficerów rezerwy kawalerii.
W obliczu zagrożenia wojennego w sierpniu 1939 zmobilizowany został do 9 Pułku Ułanów Małopolskich i wyznaczony na stanowisko dowódcy I plutonu w 4. szwadronie. Poległ 19 września 1939 w walkach w Puszczy Kampinoskiej. Zwłoki Ścibora-Rylskiego odnaleziono i zidentyfikowano jesienią 1940, pochowany został na cmentarzu w Laskach pod Warszawą.
Pośmiertnie odznaczony został Srebrnym Krzyżem Orderu Virtuti Militari oraz czterokrotnie Krzyżem Walecznych.